# Lake Hamilton (Arkansas)
Lake Hamilton is een plaats (census-designated place) in de Amerikaanse staat Arkansas, en valt bestuurlijk gezien onder Garland County.

## Demografie
Bij de volkstelling in 2000 werd het aantal inwoners vastgesteld op 1609.

## Geografie
Volgens het United States Census Bureau beslaat de plaats een oppervlakte van
10,1 km², waarvan 5,1 km² land en 5,0 km² water.

## Plaatsen in de nabije omgeving
De onderstaande figuur toont nabijgelegen plaatsen in een straal van 32 km rond Lake Hamilton.